# Dropmire
Dropmire — секретная программа компьютерного слежения, используемая Агентством национальной безопасности США для наблюдения за иностранными посольствами и дипломатическим персоналом, в том числе стран-союзников по НАТО.
Факт существования программы был раскрыт в июне 2013 года бывшим сотрудником АНБ Эдвардом Сноуденом в газете The Guardian. В этой публикации отмечено, что США шпионили за дипломатическими представительствами не только своих европейских, но и других союзников, среди которых называются Япония, Мексика, Южная Корея, Индия и Турция. Согласно документу 2007 года, в вашингтонском представительстве ЕС был установлен «криптофакс», который позволял американцам читать факсовые сообщения, исходящие из европейского представительства.
По сообщению The Guardian, американские спецслужбы имели 38 объектов шпионажа среди посольств и дипломатических миссий, включа миссии ЕС, Франции, Италии, Греции и др. В коммуникационные линии диппредставительств внедрялись технические устройства («жучки»), позволявшие осуществлять съём информации.
Из содержания опубликованных The Guardian документов следует, что шпионаж против представительства ЕС в центре Вашингтона был направлен на сбор информации о разногласиях по глобальным вопросам и других трениях между государствами-членами Евросоюза.